# Березник (Антушевский сельсовет)
Березник — деревня в Белозерском районе Вологодской области.
Входит в состав Антушевского сельского поселения, с точки зрения административно-территориального деления — в Антушевский сельсовет.
Расстояние по автодороге до районного центра Белозерска составляет 26 км, до центра муниципального образования села Антушево — 11 км. Ближайшие населённые пункты — Еремеево, Поленовская, Федотово.
Население по данным переписи 2002 года — 12 человек.